# Liste der Stadtpräsidenten von Bern
Die Liste der Stadtpräsidenten von Bern zeigt chronologisch alle Stadtpräsidenten von Bern, der Bundesstadt der Schweiz, auf. Diese Amtsbezeichnung wurde 1871 geschaffen; zuvor wurde die Funktion als Gemeindepräsident bezeichnet.
Der Amtssitz der Berner Stadtpräsidenten ist im Erlacherhof an der Junkerngasse in der Berner Altstadt.

## Abkürzungen für Parteizugehörigkeit bzw. politische Richtung
- BGB: Bürgerpartei der Stadt Bern (Stadtberner Sektion der Bauern-, Gewerbe- und Bürgerpartei, bis 1971, danach →SVP)
- FDP: Freisinnige Partei, Freisinnig-Demokratische Partei (ab 1894)
- GFL: Grüne Freie Liste
- VF: Vereinigte Freisinnige der Stadt Bern (1881–1895, danach →FDP)
- P-K: protestantisch-konservativ
- SP: Sozialdemokratische Partei (ab 1888)
- SVP: Schweizerische Volkspartei (ab 1971)

## Liste der Stadtschultheissen
| Name                        | Amtszeit  | Geboren | Gestorben |
| --------------------------- | --------- | ------- | --------- |
| Johann Carl May             | 1803–1816 | 1745    | 1824      |
| Imbert Jakob Ludwig Berseth | 1807–1817 | 1754    | 1821      |

## Liste der Präsidenten der Stadtverwaltung
| Name                            | Amtszeit  | Geboren | Gestorben |
| ------------------------------- | --------- | ------- | --------- |
| Gabriel Friedrich von Frisching | 1817–1831 | 1762    | 1844      |

## Liste der Gemeindepräsidenten
| Name                      | Richtung | Amtszeit  | Geboren | Gestorben |
| ------------------------- | -------- | --------- | ------- | --------- |
| Karl Zeerleder            | P-K      | 1832–1848 | 1780    | 1851      |
| Friedrich Ludwig Effinger | P-K      | 1849–1863 | 1795    | 1867      |
| Christoph Albert Kurz     | P-K      | 1864      | 1806    | 1864      |
| Rudolf Otto von Büren     | P-K      | 1864–1871 | 1822    | 1888      |

## Liste der Stadtpräsidenten
| Name                  | Partei/Richtung | Amtszeit  | Geboren | Gestorben |
| --------------------- | --------------- | --------- | ------- | --------- |
| Rudolf Otto von Büren | P-K             | 1871–1888 | 1822    | 1888      |
| Eduard Müller         | VF/FDP          | 1888–1895 | 1848    | 1919      |
| Franz Lindt           | FDP             | 1895–1899 | 1844    | 1901      |
| Adolf von Steiger     | FDP             | 1900–1918 | 1859    | 1925      |
| Gustav Müller         | SP              | 1918–1920 | 1860    | 1921      |
| Hermann Lindt         | BGB             | 1920–1937 | 1872    | 1937      |
| Ernst Bärtschi        | FDP             | 1937–1951 | 1882    | 1976      |
| Otto Steiger          | BGB             | 1952–1958 | 1890    | 1958      |
| Eduard Freimüller     | SP              | 1958–1966 | 1898    | 1966      |
| Reynold Tschäppät     | SP              | 1966–1979 | 1917    | 1979      |
| Werner Bircher        | FDP             | 1979–1992 | 1928    | 2017      |
| Klaus Baumgartner     | SP              | 1993–2004 | 1937    | 2015      |
| Alexander Tschäppät   | SP              | 2005–2016 | 1952    | 2018      |
| Alec von Graffenried  | GFL             | 2017–2024 | 1962    |           |
| Marieke Kruit         | SP              | 2025–     | 1968    |           |